# Уэбб, Чик
Чик Уэбб (англ. Chick Webb; настоящее имя Уильям Генри Уэбб англ. William Henry Webb; 10 февраля 1909, Балтимор, штат Мэриленд, США — 16 июня 1939 (там же)) — джазовый барабанщик, руководитель оркестра. Прозвище «Малютка» (англ. Chick) получил за свой небольшой рост (130 см).
В своем родном городе Балтиморе он зарабатывал продажей газет и, купив свои первые ударные, начинал играть на улице. Игре обучался самостоятельно. В его джаз-бэнде начинала свою карьеру Элла Фицджеральд.

## Биография
В двадцать два года Уэбб переехал в Нью-Йорк и через пару лет стал руководителем джаз-бэнда. Заручившись поддержкой Дюка Эллингтона, Уэбб играет в танцевальных клубах Нью-Йорка. В 1930 году он активно гастролирует и начинает выступать в легендарном «Савое», который с 1931 года становится родным домом для его оркестра.
Уэбб стал уникальным барабанщиком — как руководитель оркестра, он продвигает новое звучание свинга. В «Савое» проводились «Битвы джаз-бэндов», где оркестр Чика Уэбба часто брал вверх над соперниками. Как, например, в известном соревновании с оркестром Бенни Гудмена на звание «Короля Свинга».
В 1935 году Чик буквально удочерил юную певицу Эллу Фицджеральд, взяв её в свой джаз-бенд вокалисткой. Большим успехом в 1938 году стал их совместный хит «A-tisket, A-tasket».
Умер в 1939 году после обострившейся болезни туберкулёза. После его смерти джаз-бэнд возглавила Элла Фицджеральд.